# Georg Bracht
Georg Joseph Karl Aloys Bracht (* 6. November 1831 in Recklinghausen; † 30. September 1881 in Hirschberg) war ein deutscher Richter und Parlamentarier.

## Leben
Georg Bracht studierte an der Julius-Maximilians-Universität Würzburg Rechtswissenschaft. 1853 wurde er Mitglied des Corps Nassovia Würzburg. Nach dem Studium schlug er die Richterlaufbahn ein. Ab 1857 war er Auskultator, ab 1859 Gerichtsreferendar und ab 1863 Gerichtsassessor. Ab 1866 war Bracht Kreisrichter in Schwetz und ab 1872 in Fraustadt. Er wurde 1876 Kreisgerichtsrat und Deputationsdirigent in Schönau. Zuletzt war er ab 1879 Landgerichtsrat in Hirschberg.
Bracht saß von 1879 bis zu seinem Tod 1881 für den Wahlkreis Liegnitz 7 (Hirschberg, Schönau) im Preußischen Abgeordnetenhaus. Er gehörte der Fraktion der Konservativen Partei an.
Georg Bracht war der Sohn des Steuerempfängers Franz Edmund Rütger Bracht (1788–1843) und der Maria Eva Theresa Liebler (1804–1847). Er heiratete 1869 Maria Helena Laura Gehlen (* 1839), mit der er vier Kinder hatte.